# Joan Maragall

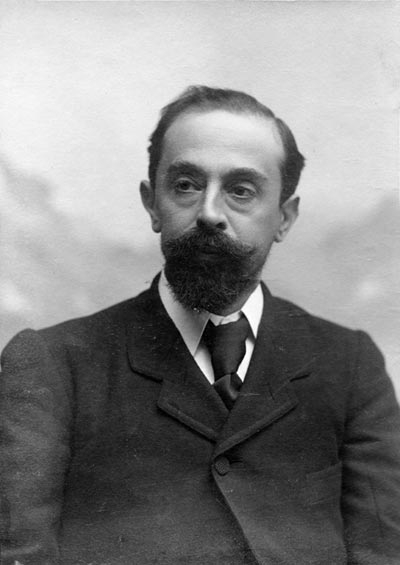
Joan Maragall i Gorina, fotografiat de Pau Audouard în 1903

Joan Maragall i Gorina (n. 10 octombrie 1860 - d. 20 decembrie 1911) a fost un poet și eseist catalan.
Este considerat un scriitor valoros al mișcării moderniste și postromantice din Spania.
A scris o lirică impregnată de sentimentul panteist al naturii și de iubirea de patrie, umanitate și artă.
În eseurile sale, își expune crezul estetic, bazat pe ideea spontaneității, asimilarea culturii europene și reînvierea valorilor hispanice tradiționale.
A tradus din Goethe, Pindar, Novalis.
A fost director al ziarului Diario de Barcelona.

## Scrieri
- 1895: Poesies ("Poezii")
- 1900: Visions i cants ("Viziuni și cântece")
- 1903: Elogi de la paraula ("Elogiul cuvântului")
- 1906: Eullà
- 1909: Elogi de la poesia ("Elogiul poeziei")
- 1911: Seqüències ("Secvențe")

### Traduceri în română
- 1922: Ioan Maragall - Laude, Editura Cultura Națională, traducere Al. Popescu-Telega